# Artim Šakiri
Artim Šakiri (Struga, Macedònia del Nord, 23 de setembre del 1973) en macedoni Артим Шаќири, és un exjugador, actualment entrenador, de futbol. Va debutar el 1995 i es va retirar el 2009. Actualment, és l'entrenador del FK Shkëndija. Tot i haver jugat amb la selecció de futbol de Macedònia del Nord, és d'ètnia albanesa

## Com a jugador
El 1995 va debutar al futbol professional a les files del FK Vardar de Skopje, tot i que el 1997 va marxar a la lliga sueca per militar al Halmstads BK, on es proclamaria campió de la lliga aquell mateix any. Al Halmstads coincidiria amb la futura estrella del futbol Fredrik Ljungberg.
Després de jugar a diversos equips, el 2003 va marxar de Bulgària, on jugava al CSKA Sofia, per fer el salt a la Premier League, on va fitxar pel West Bromwich Albion anglès.
Després, Šakiri jugaria a l'Aalborg Boldspilklub danès, tot i que no va passar-hi més d'un any. La resta de la seva carrera esportiva va portar al jugador macedoni a jugar a diferents equips cada any, retirant-se finalment el 2008 quan jugava al FK Qarabağ de l'Azerbaidjan.

## Selecció nacional
Šakiri va debutar amb la selecció de futbol de Macedònia del Nord el març del 1996 en un partit amistós contra Malta. Va disputar 73 partits amb l'equip balcànic, arribant a ser-ne el capità. Va aconseguir un total de 15 gols entre 1996 i 2006. El 2002 va aconseguir marcar un gol directament des del punt de córner contra la selecció de futbol d'Anglaterra.